# Bryson Tiller
Bryson Djuan Tiller (Louisville, 2 januari 1993) is een Amerikaanse zanger, songwriter en rapper.
Tillers debuutalbum, T R A P S O U L, kwam uit in oktober 2015.

## Jeugd
Bryson werd geboren op 2 januari 1993. Toen hij 3 jaar was, overleed zijn moeder en werd hij opgevoed door zijn oma. Hij heeft 4 broers.
Rond zijn 15e jaar begon Tiller met rappen en zingen; ook zong hij voor de meisjes op zijn school.
Nadat hij stopte met school, nam hij een baan bij Papa John's Pizza en UPS.

## Carrière

### 2015–heden:True to Self
Tiller kreeg massale aandacht op het internet van andere artiesten met zijn single Don't die hij in eerste instantie uploadde op zijn Soundcloud pagina. deze vroege co-signs van een bekende producer Timbaland en de Canadese rapper Drake, het leidde tot grote aandacht in de plaatmaatschappij voor Tiller, waarna hij koos voor een samenwerking met RCA Records, wat aangekondigd werd op 25 augustus 2015.
Ook kreeg Tiller een aanbod van de platenlabel van Drake genaamd OVO, die hij afwees.
Op 2 oktober 2015 bracht Tiller T R A P S O U L uit, het album bereikte nummer 11 op de US Billboard 200.
In 2016 benoemde hij zijn aankomende project, She's Got My Soul, het vervolg op T R A P S O U L.  Het nummer Don't haalde de 84e plaats in de Single Top 100.
RCA Records brengt in 2017 het album True to Self uit met daarop 19 nieuwe nummers.

## Persoonlijk leven
Tiller is verloofd en heeft samen met zijn verloofde een kind.
Tiller draagt vaak baseballcaps, wat een belangrijk kenmerk is geworden van zijn voorkomen.
Tiller draagt ook vaak skinny jeans; zelf zegt hij dat hij een van de eerste personen was die skinny's droeg op zijn school.

## Discografie
- T R A P S O U L (2015)
- True to Self (2017)
- A N N I V E R S A R Y (2020)

## Prijzen en Nominaties
| Jaar | Prijs                  | Genomineerde werk | Categorie                 | Resultaat   |
| ---- | ---------------------- | ----------------- | ------------------------- | ----------- |
| 2016 | Billboard Music Awards | Hijzelf           | Top New Artist            | Genomineerd |
| 2016 | Billboard Music Awards | Hijzelf           | Top R&B Artist            | Genomineerd |
| 2016 | Billboard Music Awards | T R A P S O U L   | Top R&B Album             | Genomineerd |
| 2016 | BET Awards             | Hijzelf           | Best Male R&B/Pop Artist  | Gewonnen    |
| 2016 | BET Awards             | Hijzelf           | Best New Artist           | Gewonnen    |
| 2016 | BET Awards             | "Don't"           | Video of the Year         | Genomineerd |
| 2016 | BET Awards             | "Don't"           | Coca-Cola Viewers' Choice | Genomineerd |

## Tournees

### Hoofdact
- Trapsoul Tour (2016)
- Set It Off Tour (2017)

### Voorprogramma
- Starboy: Legend of the Fall Tour (met The Weeknd) (2017)